# Penalty (entreprise)
Pour les articles homonymes, voir Penalty.
Penalty est un équipementier sportif brésilien fondée en 1970 à São Paulo et appartenant à l'entreprise Cambuci.
La marque équipe notamment les clubs brésiliens de Paraná Clube, EC Juventude, Criciúma EC, EC Vitória, Treze FC et Portuguesa de Desportos. Elle est aussi l'équipementier du Club AMIRAL SC au Canada .
L'entreprise parraine également les fédérations de football de nombreux États du Brésil.

## Identité visuelle

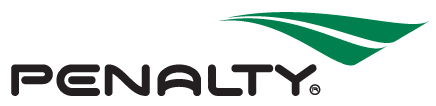
Logo de la marque en 2011
Logo actuel